# Gypsophila petraea
Gypsophila petraea är en nejlikväxtart som först beskrevs av Johann Christian Gottlob Baumgarten, och fick sitt nu gällande namn av Reichenb. Gypsophila petraea ingår i släktet slöjor, och familjen nejlikväxter. Inga underarter finns listade i Catalogue of Life.